# Guido Bodländer
Guido Bodländer (Breslavia, 31 luglio 1855 – Braunschweig, 25 dicembre 1904) è stato un chimico tedesco.

## Biografia
Dopo essersi laureato all'Università di Breslavia nel 1882, divenne assistente di Moritz Traube (1826-1894) nel suo laboratorio di Breslavia. Successivamente, lavorò come assistente di farmacologia a Bonn (1883-1886) e in seguito lavorò presso l'istituto mineralogico di Clausthal (1887-1899). Dal 1897 al 1899 lavorò all'istituto di chimica fisica a Göttingen e nel 1899 divenne professore di chimica a Braunschweig. Doveva succedere a Walther Nernst (1864-1941) come presidente di chimica fisica all'Università di Göttingen, tuttavia Bodländer morì all'età di 49 anni prima di raggiungere la posizione.
Con Richard Abegg (1869-1910), introdusse una teoria di "elettro-affinità". 
Inoltre, è accreditato dell'invenzione di un Gasgravimeter (gravimetro a gas). Su quest'ultimo pubblicò osservazioni e riferimenti a propri studi anche in un articolo del gennaio 1895, intitolato: "Das Gasgravimeter, ein bequemer Apparat für chemische Analyse auf gasometrischem Wege" ("Il gravimetro per gas: un comodo apparecchio per l'analisi chimica mediante mezzi gasometrici").

## Opere principali
- Lehrbuch der Anorganischen Chemie für Studierende und Selbstunterricht, 1896.
- Ueber langsame Verbrennung, 1899.
- "Electro-affinity as a basis for the systematization of inorganic compounds", 1902; con Richard Abegg.
- Berichte über einzelne gebiete der angewandten physikalischen chemie, 1904[2]